# 安集延暴動 (1898)

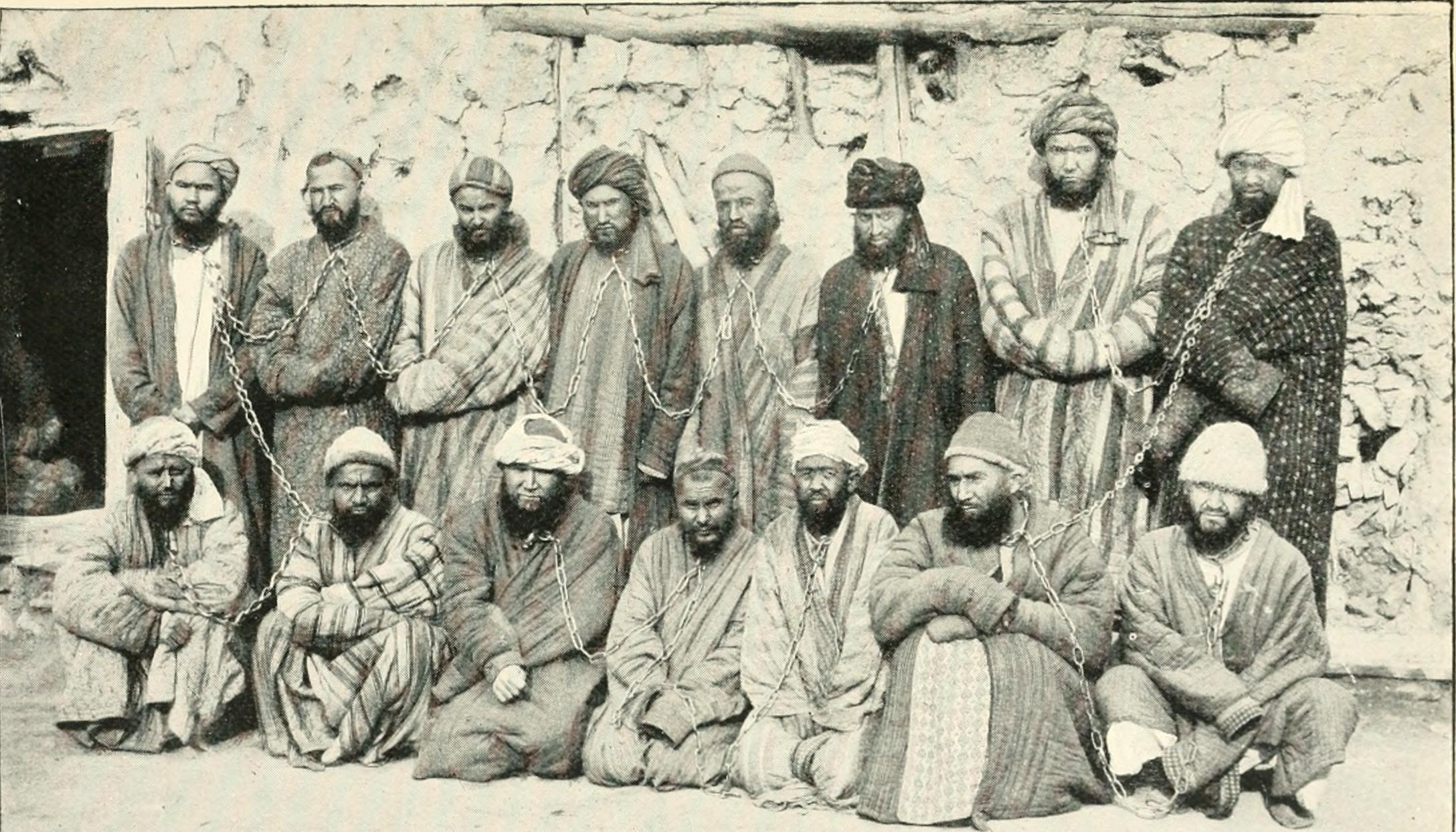
被捕的起义者

安集延暴動，是在1898年5月30日發生於烏茲別克斯坦費爾干納安集延地區的抗俄暴動，領導人是納克什班迪教團的謝赫穆罕默德-阿里-馬達里，他號召對俄國人聖戰。
結果22個俄國兵死亡和18人受傷，並同時在馬爾吉蘭和奧什暴動，結果很快被鎮壓(起義持續了大約15分鐘)，546人被逮捕，馬達里被判絞刑，356被發配西伯利亞(163人被釋放)。
這次暴動的主力是吉爾吉斯人。
當被問到起義領袖為什麼要起義時，他回答：在俄國人征服之後，那裡的人民道德大大惡化了不遵守伊斯蘭教義的要求。俄羅斯政府雖然寬容與當地人的關係，但禁止往麥加朝聖也取消了天課或宗教稅。
该次暴动的经济因素，和1897年至1898年间世界棉花价格暴跌有关，棉花危机使得费尔干纳的许多农民因此而陷入贫困，从而加入暴动。